# راز دل لوکا
راز دل لوکا رمانی عاشقانه از اینیاتسیو سیلونه است که در سال ۱۹۵۶ منتشر شد. بهمن رییسی دهکردی این کتاب را به فارسی برگردانده و انتشارات آزادمهر در تهران به چاپ رسانده است.